# Madacantha
Madacantha là một chi nhện trong họ Araneidae.